# Saranthe klotzschiana
Saranthe klotzschiana é uma espécie de planta do gênero Saranthe e da família Marantaceae.

## Forma de vida
É uma espécie terrícola e herbácea.

## Descrição
Erva rosulada, com 40-70 centímetros de altura. Folha simples alterna, homótropa; pecíolo 0.5-4.5 centímetros de comprimento, glabro; lâmina foliar oblonga acuminada. Sua inflorescência é em sinflorescência 1-3-nodada, com 1-2 florescencias por nó, simples, laxa. Componentes da florescência persistentes, comparativamente mais compridas que o visto para o gênero, não sobrepostas. Címulas dolicoblásticas. Ela tem flores com pedicelos de alturas marcadamente diferentes.
| Raiz                 | Raiz |
| -------------------- | --- |
| do tipo              | filiforme |
| Caule                | |
| subterrâneo          | rizomatoso/alongado |
| eixo aéreo           | rosulado/ereto/40 à 100 centímetros |
| catafilo             | navicular/estreito/glabro/paleáceo |
| Folha                | |
| bainha foliar        | glabra/margem glabra/auriculada/papirácea |
| pecíolo              | presente/glabro |
| pulvino              | cilíndrico/face adaxial com linha tricoma/face abaxial glabra |
| lâmina foliar        | oblonga/ápice acuminado/base aguda/verde concolor/margem glabra/nervura-central glabrescente/papirácea |
| Inflorescência       | |
| sinflorescência      | laxa/1 - nodal/1 à 2 nodal/2 à 3 nodal/com 1 florescência por nó/com 1 à 3 florescência por nó/axilar/simples/bráctea principal espatacea persistente/pedúnculo cilíndrico glabro/bráctea-involucral espatacea/18 à 32/persistente/não sobreposta/glabrescente |
| címula               | de 2 flor/1 por bráctea-involucral/bractéola ausente/bráctea externa/estreito obtrulada/ápice agudo/paleácea/fibrosa |
| Flor                 | |
| pedicelo             | de comprimento desigual |
| tubo floral          | curto e amplo/trilobado/lobo lanceolado/ápice agudo/cuculado/cimbiforme/com mancha marrom/membranáceo/glabro/hialino |
| sépala               | 3/livre/linear/reta/involuta/membranácea/glabra/hialina |
| estaminódio externo  | 2/petaloide/subiguais/espatulado |
| estaminódio com calo | distalmente petaloide/estreito obovado/ápice irregular/calo basal/apêndice agudo/glabro/hialino/membranáceo |
| estaminódio cuculado | glabro/membranáceo/hialino/apêndice lobado/patente |
| estame               | solitário/antera monoteca/apêndice petaloide estreitamente lanceolado/paralelo à antera |
| ovário               | trilocular , 1 lóculo fértil/cilíndrico/densamente seríceo/sem ornamentação |
| Fruto                | |
| cápsula              | não observada |
| Semente              | |
| semente              | não observada |

## Conservação
A espécie faz parte da Lista Vermelha das espécies ameaçadas do estado do Espírito Santo, no sudeste do Brasil. A lista foi publicada em 13 de junho de 2005 por intermédio do decreto estadual nº 1.499-R.

## Distribuição
A espécie é encontrada nos estados brasileiros de Bahia, Espírito Santo e Rio de Janeiro.
Em termos ecológicos, é encontrada no domínio fitogeográfico de Mata Atlântica, em regiões com vegetação de floresta estacional semidecidual.